# فيليب الجريء
فيليب الجريء (الفرنسية: Philippe le Hardi, الهولندية: Filips de Stoute; 17 يناير 1342 – 27 أبريل 1404,هاله) كان دوق بورغندي (كـ فيليب الثاني) وكونت فلاندرز "حاكم مشترك" (فيليب الثاني)، وأيضا كونت بورغندي وأرتوا (كـ فيليب الرابع)، هو الابن الأصغر لـ جان الثاني ملك فرنسا وبون من لوكسمبورغ، وأيضا هو مؤسس فرع بورغندي من أسرة فالوا، تزوج من مارغريت الثالثة، كونتيسة فلاندرز، وأيضا هو والد يوحنا الجسور القائد المتهور الذي أدى إلى كارثة للحملة الصليبية الأوروبية في معركة نيقوبوليس ووقع أسيراً في أيدي العثمانيين وتم فداؤه بمبلغ هائل.